# Calvi (Italia)
Calvi (Coppacorte nel dialetto locale) è un comune italiano di 2 494 abitanti della provincia di Benevento in Campania.

## Geografia fisica
Fa parte della regione agraria n.5 - Colline di Benevento.
Ha una superficie agricola utilizzata in ettari(ha) 1441,61 aggiornata all'anno 2000 (Camera di Commercio di Benevento, dati e cifre, maggio 2007).
Il suo territorio è compreso tra un'altitudine di 169 e 388 m s.l.m., pari ad un'escursione altimetrica di 219 m.

## Origini del nome
L'etimologia del nome si fa derivare dall'aggettivo latino Calvus nel senso di luogo spogliato, senza bosco, o si pensa che possa derivare dal nome latino sempre Calvus a cui con il trascorrere del tempo è stato aggiunto il suffisso -anus che sta ad indicare "la proprietà".

## Storia
Nel territorio di Calvi vi è una località, il Cubante o Covante. Per il Cubante passava la via Appia Antica che da Beneventum conduceva ad Aeclanum (presso l'odierna Mirabella Eclano); l'area, situata nel territorio dei Sanniti Irpini, costituì sempre un luogo di accampamenti.
In questi luoghi ci sarebbe stata una battaglia fra Tiberio Sempronio Gracco ed il generale Annone, figlio di Bomilcare, che vide la vittoria del primo; e successivamente sempre contro il generale Annone, un'altra battaglia ad opera del Console Quinto Fulvio Flacco, che vide una nuova disfatta del generale Annone.
Nel medioevo nell'anno 1129, vi si accampò Ruggero II di Sicilia detto il Normanno contro Benevento, incontratovi da papa Onorio III.
Nel 1137 si fermarono l'imperatore Lotario II con Innocenzo II e con l'imperatrice Florida; nel 1194, anno della sua morte, re Tancredi di Sicilia; nel 1229 l'esercito pontificio contro Federico II; nel 1407 Ladislao I d'Angiò re di Napoli contro gli Aragonesi; ed infine nel 1437 gli Angioini capitanati dal patriarca Giovanni Maria Vitelleschi, che vi sconfisse gli Aragonesi di Alfonso V d'Aragona.
Antichità: nel Cubante ruderi di acquedotti e vie romane ed altre anticaglie.
Dominio feudale Sotto i Normanni fu posseduto dai Militi di Montefusco, poi passò ai Sus, e, per estinzione di linea, alla Regia Corte, diventando una terra demaniale.
Il Cubante, dopo il 1799, passò ai Ruffo, i quali lo possedettero fino agli inizi del XX secolo, ma prima fu sempre feudo di S. Sofia di Benevento e si chiamava anche Feudo di S. Donato
Fino alla metà del XX secolo (1958) formava un sol comune con San Nazzaro, denominato San Nazzaro Calvi fino al 1949 e dal 1949 al 1958 Calvi San Nazzaro.

### Simboli
Lo stemma in uso al comune, privo di decreto presidenziale di concessione, rappresenta un leone rampante in campo azzurro, tenente una daga con la zampa anteriore destra.
Il gonfalone è costituito da un drappo di rosso.

## Monumenti e luoghi d'interesse

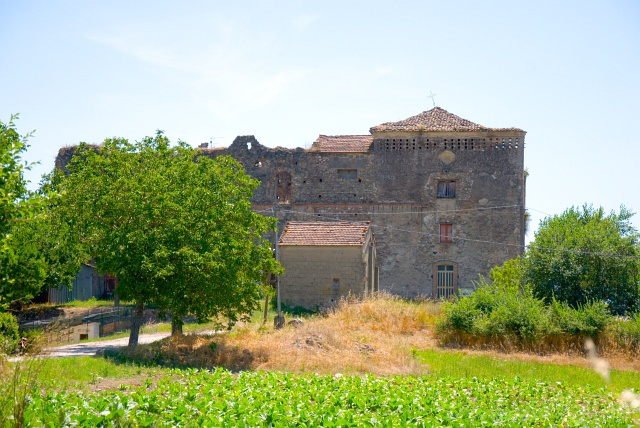
Veduta del Casino del Principe

- Casino del Principe

È un edificio posto al Cubante che sorse come residenza di caccia di Federico II di Svevia, probabilmente attorno al 1240, nel periodo in cui i contrasti fra l'imperatore e la città di Benevento volgevano al culmine. Carlo I d'Angiò lo ristrutturò parzialmente dotandolo di alcuni caratteri di fortificazione, e vi alloggiarono anche i re Ladislao I di Napoli e Ferdinando I d'Aragona. Nel 1593 lo acquistarono i principi Spinelli di San Giorgio la Montagna, che ne fecero la propria dimora di campagna (da cui il nome attuale della costruzione). Nel XIX secolo decadde ad uso di masseria e finì abbandonato in buona parte dopo i terremoti del 1962 e del 1980. La riscoperta del fatto che il Casino del Principe fu la dimora di Federico II, ormai conservato solo come tradizione, è avvenuta fra gli anni Ottanta e i Novanta del XX secolo. L'architettura del palazzo, anche se alterata, conserva molti caratteri della costruzione originale ed è assimilabile ad alcune delle altre sue dimore del Meridione d'Italia.
- Chiesa di San Gerardo Maiella[5]
- Portone Mirra
- Cappella di Santa Maria di Costantinopoli (del 1728)
- Chiesa di San Pio da Pietrelcina

## Società

### Evoluzione demografica
Abitanti censiti

## Cultura

### Eventi
Nel mese di agosto si svolge la manifestazione "Sere d'e...state a Calvi", rassegna organizzata dall'Amministrazione Comunale in collaborazione con le Associazioni Socio-culturali e sportive presenti sul territorio.
Inoltre da ben 53 anni si svolge anche Estate Calvese organizzata dal Centro Culturale Calvi. La festa del santo patrono, che è San Gerardo Maiella si svolge il 16 di ottobre.
Altra festa importante è quella dei Sacri Cuori di Gesù e Maria, ultima domenica di maggio o prima di giugno.
In contrada Cubante, inoltre il 1º maggio si festeggia la Madonna Immacolata con rito religioso; nella stessa contrada, al confine col territorio apicese, il 6 e 7 agosto si celebra la storica festa di San Donato vescovo e martire. Proprio sul santo di Arezzo è stato scritto un libro, presentato nell'estate del 2011, che ripercorre la storia di san Donato e della contrada in cui è venerato.
Nel periodo che va a cavallo del 15 agosto, il Centro Culturale Calvi organizza l'Estate Calvese, con Balli Folk, Teatro, Sagre, Stands gastronomici.

## Economia
Prodotti: cereali, tabacco, vino, olio, frutta, pascoli con fiorente pastorizia.